# Kohneh Āb
Kohneh Āb (persiska: کهنه آب) är en ort i Iran.   Den ligger i provinsen Khorasan, i den nordöstra delen av landet, 600 km öster om huvudstaden Teheran. Kohneh Āb ligger 997 meter över havet och antalet invånare är 199.
Terrängen runt Kohneh Āb är platt åt sydväst, men åt nordost är den kuperad. Terrängen runt Kohneh Āb sluttar söderut.Runt Kohneh Āb är det ganska glesbefolkat, med 29 invånare per kvadratkilometer. Närmaste större samhälle är Sabzevar, 3,2 km öster om Kohneh Āb. Trakten runt Kohneh Āb består till största delen av jordbruksmark.